# Conopomorphina ochnivora
Conopomorphina ochnivora là một loài bướm đêm thuộc họ Gracillariidae. Nó được tìm thấy ở Nam Phi.
Ấu trùng ăn Ochna pulchra. Chúng ăn lá nơi chúng làm tổ.